# 7,62 (калибр)
7,62 мм — распространённый средний калибр стрелкового оружия, равный 3/10 дюйма или 3-м линиям (измеренный по полям, то есть по промежуткам между нарезами), и принятый во многих государствах мира.
В США данный калибр называют 30-м (0,30 дюйма; .30), в России, по традиции — трёхлинейным (первое официальное наименование винтовки Мосина — трёхлинейная винтовка образца 1891 года).
Из-за различий в принятой глубине нарезов в разных государствах различаются и настоящие калибры пуль:
- СССР (России) — 7,91 мм;
- NATO — OTAN — 7,85 мм.

## Пистолетные патроны
Виды пистолетных патронов:
- 7,62×25 мм ТТ
- 7,62×38 мм Наган

## Промежуточные патроны
Виды промежуточных патронов:
- 7,62×39 мм
- 7,62 × 45 мм

## Винтовочные патроны
Виды винтовочных патронов:
- 7,62×51 мм НАТО
- 7,62×53 мм R
- 7,62×54 мм R
- 7,62×63 мм
- 7,62×67 мм
- 7,62х72 мм